# Ceratosolen albulus
Ceratosolen albulus är en stekelart som beskrevs av Wiebes 1963. Ceratosolen albulus ingår i släktet Ceratosolen och familjen fikonsteklar. Inga underarter finns listade i Catalogue of Life.